# Zheng Xiaoyu
Pour les articles homonymes, voir Zheng (homonymie).
Dans ce nom chinois, le nom de famille, Zheng, précède le nom personnel.
Zheng Xiaoyu (郑筱萸, en chinois ; 21 décembre 1944 - 10 juillet 2007) était le directeur de l’Agence de réglementation des médicaments et des produits alimentaires chinoise. Il a été remplacé par Shao Mingli.
Zheng Xiaoyu a été condamné à mort et exécuté, accusé d'avoir touché des pots-de-vin de compagnies pharmaceutiques.
Un scandale avait alors explosé, ces pratiques ayant été accusées d'avoir causé 40 morts au Panama, décédés de l'ingestion d'un sirop contre la toux qui contenait du diéthylène glycol (qui peut servir d'antigel) à la place de glycérine,.